# Dilimli, Tuşba
Dilimli là một xã thuộc huyện Tuşba, tỉnh Van, Thổ Nhĩ Kỳ. Dân số thời điểm năm 2011 là 872 người.